# サセックス伯爵
サセックス伯爵（サセックスはくしゃく、英語: Earl of Sussex）は、イギリスの伯爵位。イングランド貴族、グレートブリテン貴族、連合王国貴族として創設されたことがある。

## 歴史

### ド・ワーレン家
第6代サリー伯爵ジョン・ド・ワーレンとその家族はサセックス伯爵の爵位を主張したが、ブリタニカ百科事典はド・ワーレンが法律上サセックス伯爵の爵位を保有しなかったとしている。

### ラドクリフ家

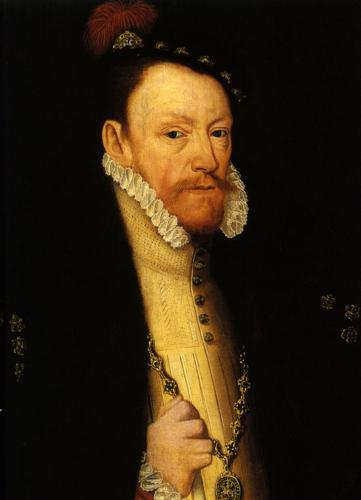
第3代サセックス伯爵トマス・ラドクリフ、1560年代。

ヘンリー7世とヘンリー8世の治世に活躍した軍人で、ガーター勲章を授与された第10代フィッツウォルター男爵ロバート・ラドクリフは1525年6月18日にイングランド貴族であるフィッツウォルター子爵に叙され、1529年12月8日にサセックス伯爵に叙された。
その孫にあたる3代伯爵トマスはイングランド女王エリザベス1世の廷臣であり、ノーフォーク統監、サフォーク統監、アイルランド総督、宮内長官を歴任した。
4代伯爵ヘンリーはイングランド庶民院とアイルランド庶民院の両方で議員を務めたほか、ポーツマス総督、ハンプシャー統監を歴任し、5代伯爵ロバート・ラドクリフ(1573-1629)はエセックス統監を務めたが、1621年に息子ヘンリーが父に先立って死去したため、男系男子しか継承できないフィッツウォルター子爵とサセックス伯爵は初代伯爵の三男ハンフリーの息子エドワード・ラドクリフが、女系継承ができるフィッツウォルター男爵は2代伯爵の娘フランシスの息子サー・ヘンリー・マイルドメイが継承した。6代伯爵が死去すると、フィッツウォルター子爵とサセックス伯爵は廃絶した。

### サヴィル家
ヨークシャー選挙区選出の庶民院議員トマス・サヴィルは1628年6月11日にアイルランド貴族であるカースルバー男爵とサヴィル子爵に叙された。トマスは1630年に父からポンテフラクトのサヴィル男爵の爵位を継承した後、王党派の一員としてヨークシャー統監、枢密顧問官、王室会計長官を歴任、1644年5月25日にサセックス伯爵に叙された。
しかし、息子にあたる2代伯爵ジェームズは1671年に同名の息子に先立たれ、2代伯爵の死に伴い爵位は廃絶した。

### レンナード家
第15代デイカー男爵ヘンリー・レンナード(1654-1715)は1674年5月16日にイングランド王チャールズ2世の庶子アン・パーマーと結婚した後、同年10月5日にサセックス伯爵に叙された。息子チャールズが夭折したため、初代伯爵の死後はデイカー男爵位が2人の娘の間で保持者不在（abeyant）になり（1741年に解消）、サセックス伯爵の爵位は廃絶した。

### イェルヴァートン家

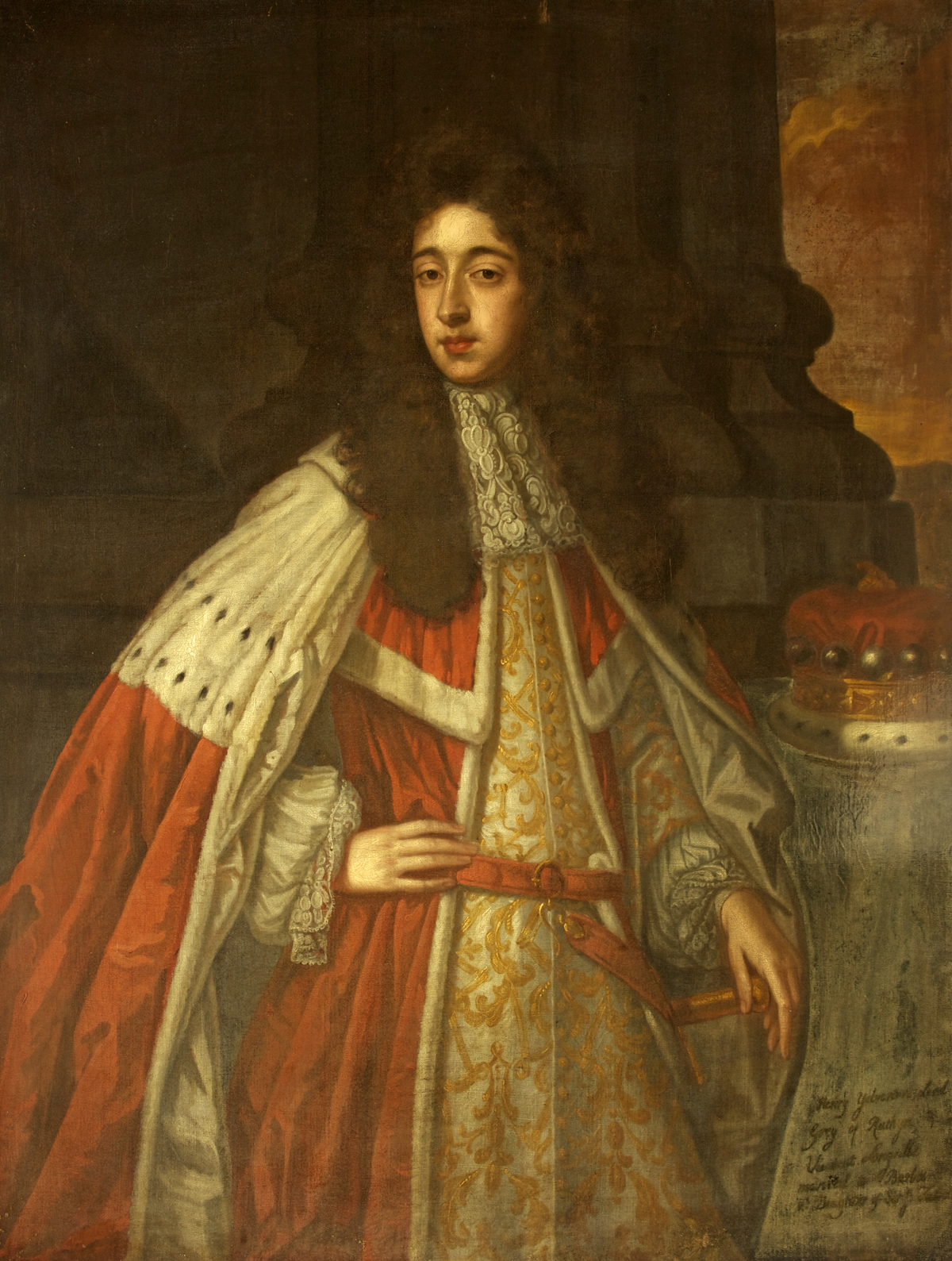
初代ロングヴィル子爵ヘンリー・イェルヴァートン

庶民院議長クリストファー・イェルヴァートンの同名の孫クリストファー・イェルヴァートンは庶民院議員を務め、1641年にノーサンプトンシャーにおけるイーストン・モーデュイットのイェルヴァートン準男爵に叙された。その息子の2代準男爵ヘンリーも庶民院を務め、3代準男爵チャールズは1676年1月に母のスーザン・ロングヴィルから第14代ルシンのグレイ男爵を継承した。14代男爵の死後、弟ヘンリーが爵位を継承、名誉革命を支持して1690年4月21日にロングヴィル子爵に叙された。2代子爵タルボットは1717年9月26日にサセックス伯爵に叙された後、1722年に王立協会フェローに選出され、1723年には副軍務伯を務めた。1717年の叙爵では特別残余権として、初代伯爵の男系男子が断絶した場合に初代伯爵の弟ヘンリーの男系男子にも継承権が与えられたが、1799年に3代伯爵ヘンリーが死去した時点で初代伯爵の弟ヘンリーの男系子孫も断絶しており、爵位はそのまま廃絶した。

### サクス＝コバーグ＝ゴータ家

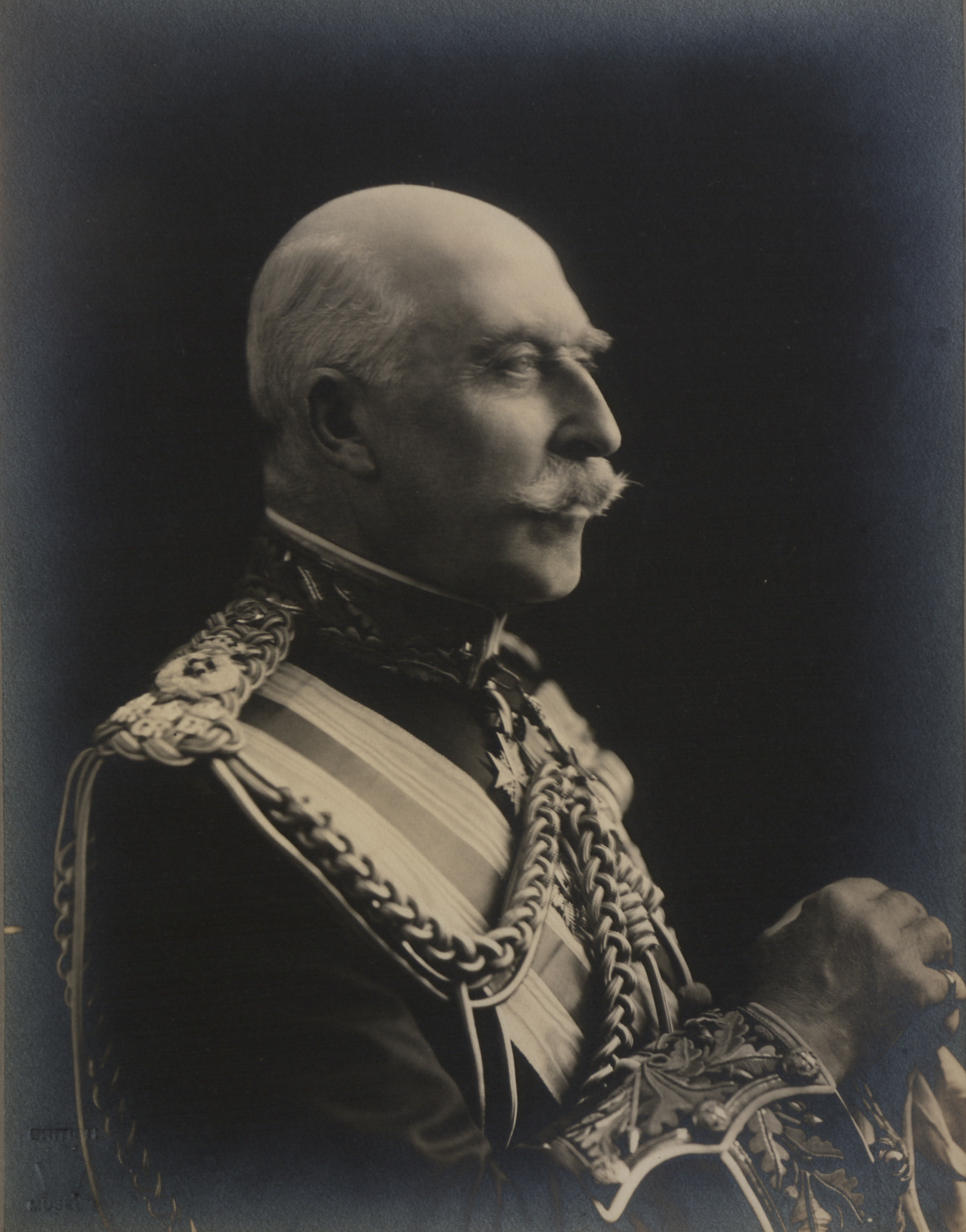
初代コノート＝ストラサーン公爵・初代サセックス伯爵アーサー王子、1913年撮影。

ヴィクトリア女王の三男アーサー王子は1874年5月23日（叙爵の特許状は翌日付）に連合王国貴族であるサセックス伯爵とコノート＝ストラサーン公爵に叙された。1942年にアーサー王子が死去すると、孫アラステア・アーサー王子が爵位を継承したが、1943年のアラステアの死に伴い爵位は廃絶した。

## ワーレン家
- 第6代サリー伯爵・初代サセックス伯爵ジョン・ド・ワーレン（1231年頃 – 1304年）
- 第7代サリー伯爵・第2代サセックス伯爵ジョン・ド・ワーレン（英語版）（1286年 – 1347年）

## ラドクリフ家

### サセックス伯爵（第1期、1529年）
- 初代サセックス伯爵・初代フィッツウォルター子爵・第10代フィッツウォルター男爵ロバート・ラドクリフ（英語版）（1483年頃 – 1542年）
- 第2代サセックス伯爵・第2代フィッツウォルター子爵・第11代フィッツウォルター男爵ヘンリー・ラドクリフ（英語版）（1507年 – 1557年）
- 第3代サセックス伯爵・第3代フィッツウォルター子爵・第12代フィッツウォルター男爵トマス・ラドクリフ（英語版）（1525年頃 – 1583年）
- 第4代サセックス伯爵・第4代フィッツウォルター子爵・第13代フィッツウォルター男爵ヘンリー・ラドクリフ（英語版）（1530年頃 – 1593年）
- 第5代サセックス伯爵・第5代フィッツウォルター子爵・第14代フィッツウォルター男爵ロバート・ラドクリフ（英語版）（1573年 – 1629年）
  - フィッツウォルター子爵ヘンリー・ラドクリフ（1598年頃 – 1621年）
  - 5代伯爵の死に伴いフィッツウォルター男爵（英語版）が分離
- 第6代サセックス伯爵・第6代フィッツウォルター子爵エドワード・ラドクリフ（英語版）（1559年頃 – 1643年）

## サヴィル家

### ポンテフラクトのサヴィル男爵（1627年）
- 初代ポンテフラクトのサヴィル男爵ジョン・サヴィル（英語版）（1556年 – 1630年）
- 初代サヴィル子爵・第2代ポンテフラクトのサヴィル男爵トマス・サヴィル（英語版）（1590年 – 1659年頃）
  - 1628年、サヴィル子爵に叙爵。1644年、サセックス伯爵に叙爵

### サセックス伯爵（第2期、1644年）
- 初代サセックス伯爵・初代サヴィル子爵・第2代ポンテフラクトのサヴィル男爵トマス・サヴィル（英語版）（1590年 – 1659年頃）
- 第2代サセックス伯爵・第2代サヴィル子爵・第3代ポンテフラクトのサヴィル男爵ジェームズ・サヴィル（1647年 – 1671年）
  - サヴィル子爵ジェームズ・サヴィル（1671年7月16日埋葬）

## レンナード家

### サセックス伯爵（第3期、1674年）
- 初代サセックス伯爵・第15代デイカー男爵ヘンリー・レンナード（英語版）（1654年 – 1715年）
  - デイカー卿チャールズ・レンナード（1682年 – 1684年）
  - 初代伯爵の死に伴い、デイカー男爵（英語版）は保持者不在（abeyant）になる

## イェルヴァートン家

### （イーストン・モーデュイットの）イェルヴァートン準男爵（1641年）
- 初代準男爵クリストファー・イェルヴァートン（英語版）（1602年 – 1654年）
- 第2代準男爵ヘンリー・イェルヴァートン（英語版）（1633年 – 1670年）
- 第3代準男爵チャールズ・イェルヴァートン（1657年 – 1679年）
  - 1676年、ルシンのグレイ男爵（英語版）を継承

### ルシンのグレイ男爵（1324年）
- 第14代ルシンのグレイ男爵チャールズ・イェルヴァートン（1657年 – 1679年）
- 第15代ルシンのグレイ男爵ヘンリー・イェルヴァートン（1664年頃 – 1704年）
  - 1690年、ロングヴィル子爵に叙爵

### ロングヴィル子爵（1690年）
- 初代ロングヴィル子爵ヘンリー・イェルヴァートン（1664年頃 – 1704年）
- 第2代ロングヴィル子爵タルボット・イェルヴァートン（1690年 – 1731年）
  - 1717年、サセックス伯爵に叙爵

### サセックス伯爵（第4期、1717年）
- 初代サセックス伯爵タルボット・イェルヴァートン（1690年 – 1731年）
- 第2代サセックス伯爵ジョージ・オーガスタス・イェルヴァートン（1727年 – 1758年）
- 第3代サセックス伯爵ヘンリー・イェルヴァートン（1728年 – 1799年）
  - タルボット・イェルヴァートン（1757年）

## サクス＝コバーグ＝ゴータ家

### サセックス伯爵（第5期、1874年）
- 初代コノート＝ストラサーン公爵・初代サセックス伯爵アーサー王子（1850年 – 1942年）
  - アーサー・オブ・コノート王子（1883年 – 1938年）
- 第2代コノート＝ストラサーン公爵・第2代サセックス伯爵アラステア・アーサー・ウィンザー（1914年 – 1943年）